# Срби носиоци Медаље части
Срби носиоци Медаље части, америчког војног одликовања:
- Раде Грбић
- Алекса Мандушић
- Јоко Мештровић
- Мичел Пејџ
- Ленс Сајџан